# ユニバーサルスポーツマーケティング
株式会社ユニバーサルスポーツマーケティング（英語: Universal Sports Marketing、略称：USM）は、日本のスポーツマネージメント会社。本社は東京都港区北青山。

## 概要
2004年（平成16年）1月に設立。
スポーツ選手のCM出演契約といったマーケティングマネジメント、PR活動、メディア対応、大会、イベントへの出場交渉、肖像権の管理、財務管理等を行っている。

## 所属

### 現在

#### フィギュアスケート選手
- 荒川静香
- 髙橋大輔
- 村元哉中
- 上薗恋奈

#### 競泳選手
- 渡部香生子

#### 陸上選手
- ケンブリッジ飛鳥

### 過去
- 庄司理紗
- 村上佳菜子
- 宇野昌磨